# District de Nagaur
Le district de Nagaur est un district de l'état du Rajasthan, en Inde. Il est situé à mi-distance entre Jodhpur et Bikaner. 

## Histoire
La ville de Nagaur qui est le siège de l'administration du district a une très longue histoire. Elle serait évoquée dans le Mahâbhârata : le royaume d'Ahichhatrapur dont il est dit qu'Arjuna l'aurait conquis et ensuite l'aurait donné à son guru Dronacharya, ce royaume se situerait dans une partie du district actuel.
À l'époque des invasions islamiques, le fort de Nagaur eut une certaine importance. Les princes Rajput utilisèrent Nagaur pendant une longue période. Les princes de Nagaur furent plusieurs fois obligés de payer tribut aux Sesodias de Chittor, tandis que leurs terres étaient peu à peu annexées par les Rathors de Jodhpur. Ensuite le cas de Nagaur s'inscrit dans la vague des conquêtes islamiques au Rajputana pendant les XIVe et XVe siècles. À cette époque, la principauté de Nagaur, qui s'étendait au nord jusqu'à Bikaner et jusqu'à la frontière du Penjab, s'appelait Jangladesh.
Une école de peinture Râjput, qui est désignée par la région du Mârvar (ou Marwar), s'est développée à Nagaur, ainsi que dans les villes de Kishangârh, Bîkâner, Jodhpur, et Pali du XVIe au XVIIIe siècle .